# Raimondas Šarūnas Marčiulionis
Raimondas Šarūnas Marčiulionis (Kaunas, RSS de Lituània, 13 de juny de 1964), és un exjugador de basquetbol professional lituà.
Fou un dels primers europeus a destacar a la National Basketball Association (NBA). Començà la seva carrera al Statyba Vilnius de la lliga soviètica el 1981, però el 1987 fou draftejat pels Golden State Warriors i el 1989 ingressà a la lliga professional americana. A més dels Warriors, jugà a Seattle SuperSonics, Sacramento Kings i Denver Nuggets.
Fou medalla d'or a Seül 1988 amb la selecció de l'URSS i bronze a Barcelona 1992 i Atlanta 1996 amb la de Lituània, al costat de companys com Arvydas Sabonis. També guanyà la medalla de plata a l'Eurobasket 1995, on fou nomenat millor jugador, i la de bronze a l'Eurobasket 1987. Els anys 1987, 1989, 1990 i 1991 fou votat millor esportista de Lituània. El 1988 fou guardonat amb el premi Mr. Europa.